# Jurij Gilszer
Jurij Gilszer (ros. Юрий Владимирович Гильшер, ur. 17 listopada?/29 listopada 1894 w Moskwie, zm. 20 lipca 1917 koło Tarnopola) – as lotnictwa rosyjskiego z 5 zwycięstwami w I wojnie światowej.

## Życiorys
Urodził się w bogatej rodzinie w Moskwie. Przed wybuchem I wojny światowej studiował budownictwo na Politechnice w Moskwie. Po wybuchu wojny zgłosił się do armii i po przejściu szkolenia kawaleryjskiego został 13 grudnia 1914 roku przydzielony do Военного Ордена 13-й драгунский полк.
Do służby w Carskich Siłach Powietrznych (Императорский военно-воздушный флот) wstąpił na po ośmiu miesiącach służby w kawalerii w sierpniu 1915 roku. Szkolenie odbywał w carskiej szkole lotniczej w Gatczynie 45 km od Petersburga. Licencję pilota otrzymał w listopadzie 1915 roku.
Pierwszym przydziałem lotniczym Gilszera był oddział lotniczy przy 4 Armii, jednak po odniesieniu lekkiej rany po kilku tygodniach leczenia został skierowany na dalsze treningi z pilotażu do Odessy. Do czynnej służby powrócił na początku kwietnia 1916 roku do 7 eskadry.
9 maja 1916 roku pilotowany przez Gilszera samolot Sikorski S-16 uległ wypadkowi, w wyniku którego pilot stracił lewą nogę. Na własną prośbę pozostał w służbie, nauczył się pilotażu z protezą nogi.
13 kwietnia 1917 roku pilotując samolot Nieuport 17 wspólnie z Donatem Makijonekiem i Wasylem Janczenko zestrzelił dwa austriackie samoloty Hansa-Brandenburg C.I.
Kolejne zwycięstwa powietrzne odnosił w dniach 15 maja, 17 i 20 lipca 1917 roku. W dniu ostatniego swojego zwycięstwa i uzyskania tytułu asa myśliwskiego w czasie powrotu z walki dostał się w zasięg silnego ognia artylerii przeciwlotniczej. Pilotowany przez Gilszera Nieuport 21 został zestrzelony. Pilot zginął na miejscu. Został pochowany na cmentarzu miejskim w Buczaczu.

## Odznaczenia
- Order św. Jerzego kl. 4
- Order św. Włodzimierza kl. 4
- Order św. Anny kl. 4
- Order św. Stanisława kl. 3